# حصن العميسي

تعديل مصدري - تعديل

حصن العميسي هي إحدى قرى عزلة أحور بمديرية أحور التابعة لمحافظة أبين، بلغ تعداد سكانها 145 نسمة حسب تعداد اليمن لعام 2004.